# Toyota Comfort
El Toyota Comfort és un automòbil fabricat per Toyota des de 1995 amb l'objectiu d'esdevenir taxi al Japó. L'any 2017 es va deixar de produir per deixar pas al Toyota JPN Taxi.
Els seus principals adversaris van ser el Nissan Crew (fi de producció, 2009) i el Nissan Cedric de 1987, que deixà de produir-se el 2015. A principis de 2017, Toyota va anunciar que deixaria de produir el Comfort el 25 de maig d'aquest any, després de vint-i-dos anys de producció. Aquest model va ser reemplaçat pel JPN Taxi, presentat al 45é Saló de l'Automòbil de Tòquio en octubre de 2017.